# Аголы, Дритеро
Дритеро Аголы (алб. Dritëro Agolli; 13 октября 1931, дер. Менкуляс, округ Девол, область Корча (область), Албания — 1 февраля 2017, Тирана, Албания) — албанский поэт, прозаик, государственный деятель, президент Албанской лиги писателей и художников (1973—1992). Учился в Ленинграде, писал в основном стихи, но известен и как автор коротких рассказов, эссе, пьес и романов.

## Биография
Родился в крестьянской семье. Во время итальянской оккупации Албании в девятилетнем возрасте принимал участие в антифашистском движении Сопротивления, выполняя роль связного партизанских отрядов. В 1952 году окончил старшую школу в Гирокастре. Продолжил обучение на факультете искусств Ленинградского государственного университета. По возвращении на родину поступил на должность журналиста в газету «Зери и популлит», где проработал 15 лет. Избирался в парламент Албании.

### Поэзия
Литературных успех пришёл к нему после издания стихов. Публика впервые познакомилась с поэтом благодаря сборникам «Në rrugë dolla» («Я вышел на дорогу», Тирана, 1958), «Hapat e mija në asfalt» («Мои шаги по асфальту», Тирана, 1961) и «Shtigje malesh dhe trotuare» («Горные тропы и тротуары», Тирана, 1965). Основой его стиля стала связь с крестьянскими корнями, о которых поэт не забывал никогда.

### Проза
В качестве прозаика зарекомендовал себя после выхода романа «Komisari Memo» («Комиссар Мемо», Тирана, 1970). Книга была переведена на английский язык в 1975 году. Второй роман, «Njeriu me top» («Человек с мячом», Тирана, 1975), вышел на английском языке в 1983 году. Обе книги, несколько различным способом, описывали борьбу албанских партизан во время Второй мировой войны.
После двух романов о партизанах создал несколько произведений на другие темы. В 1972 году был опубликован сатирический роман «Shkëlqimi dhe rënja e shokut Zylo» («Взлёт и падение товарища Зюло»), посвящённый некомпетентному работнику государственной организации. Критики нашли в романе сходство с произведениями Даниеля Дефо и Франца Кафки, гоголевским «Ревизором» и кундеровской «Шуткой». Но лучше всего восприняли его в первую очередь читатели Восточной Европы, для которых созданный образ главного героя был понятен и узнаваем.
Основным прозаическим жанром для Аголы остался короткий рассказ, а не роман. В 1985 году в Тиране вышел сборник его прозы на английском языке. В него вошли 16 рассказов.
Один из ранних сборников, 213-страничный «Zhurma e ererave të dikurshme» («Шум ветра прошлого», Тирана, 1964), был запрещён к распространению, а тираж уничтожен. Писателя критиковали за «советский ревизионизм», в то время как партия придерживалась маоистской линии в литературе и большего отражения роли трудящихся.

### 1990-е годы
В 1990-е годы создал множество произведений, отличавшихся гуманизмом и искренностью, не свойственной албанской литературе этого времени. Им были выпущены несколько сборников стихов. В 1992—2001 годах был членом Социалистической партии Албании.

## Стиль
Стихам Аголы свойственны грубые рифмы и необычные фигуры речи. В его свежем, чистом и прямом слоге всегда чувствовался сельский колорит, что было наиболее сильной стороной творчества поэта. Многие годы оставался честным с самим собой и своими читателями, несмотря на все превратности судьбы.

## Влияние на албанскую литературу
Хотя он считался одним из лидеров коммунистической номенклатуры, он остался уважаемым членом общества и литературной среды после падения диктатуры. Его по-прежнему широко читали в Албании. В начале 1990-х годов он несколько лет работал в парламенте, состоя в Социалистической партии Албании. Одновременно основал собственное издательство «Dritëro Publishing Company», через которое опубликовал множество новых поэтических и прозаических сборников, оказавших заметное влияние на албанскую литературу.

## Переводы на русский язык
Переводчиком стихов Дритеро Аголы на русский язык выступил Илья Фоняков, знавший поэта со студенческих лет. В 2007 году вышел сборник «Откуда эта музыка?».